# 马前卒 (汉语词汇)
马前卒，也作马前小卒。旧指在车马前供奔走使唤的人。后多用以比喻为别人摇旗呐喊或效力的走卒、为别人效力的人。

## 出处
帝制时代，文武官员出行、出征时，有在马前吆喝开路的兵卒或差役，他们被称为“马前卒”。后来一般车马前也有供奔走使唤的人。唐朝韩愈《符读书城南》中有：“一为马前卒，鞭背生虫蛆；一为公与相，潭潭府中居。”后“马前卒”一词多用于比喻为别人摇旗呐喊或效力的走卒，并延伸到比喻为别人效力的人。

## 化用
中国近代著名革命宣传家邹容于1903年写成《革命军》一书，这是中国近代史上第一部系统地宣传革命，主张建立民主共和国的著作。书中他即以“革命军中马前卒”署名。在中国大陆，“马前卒”一词多为褒义，用于赞扬舍己为人、有献身精神、服务精神的人，但有时也用作贬义，用于讽刺为了利益而为他人服务、丢失尊严和品格的人。媒体人任冲昊即化用“马前卒”一词做其笔名。